# Козырев, Семён Павлович
Семён Па́влович Ко́зырев (15 апреля 1907 — 15 августа 1991) — советский дипломат. Чрезвычайный и полномочный посол (1943).

## Биография

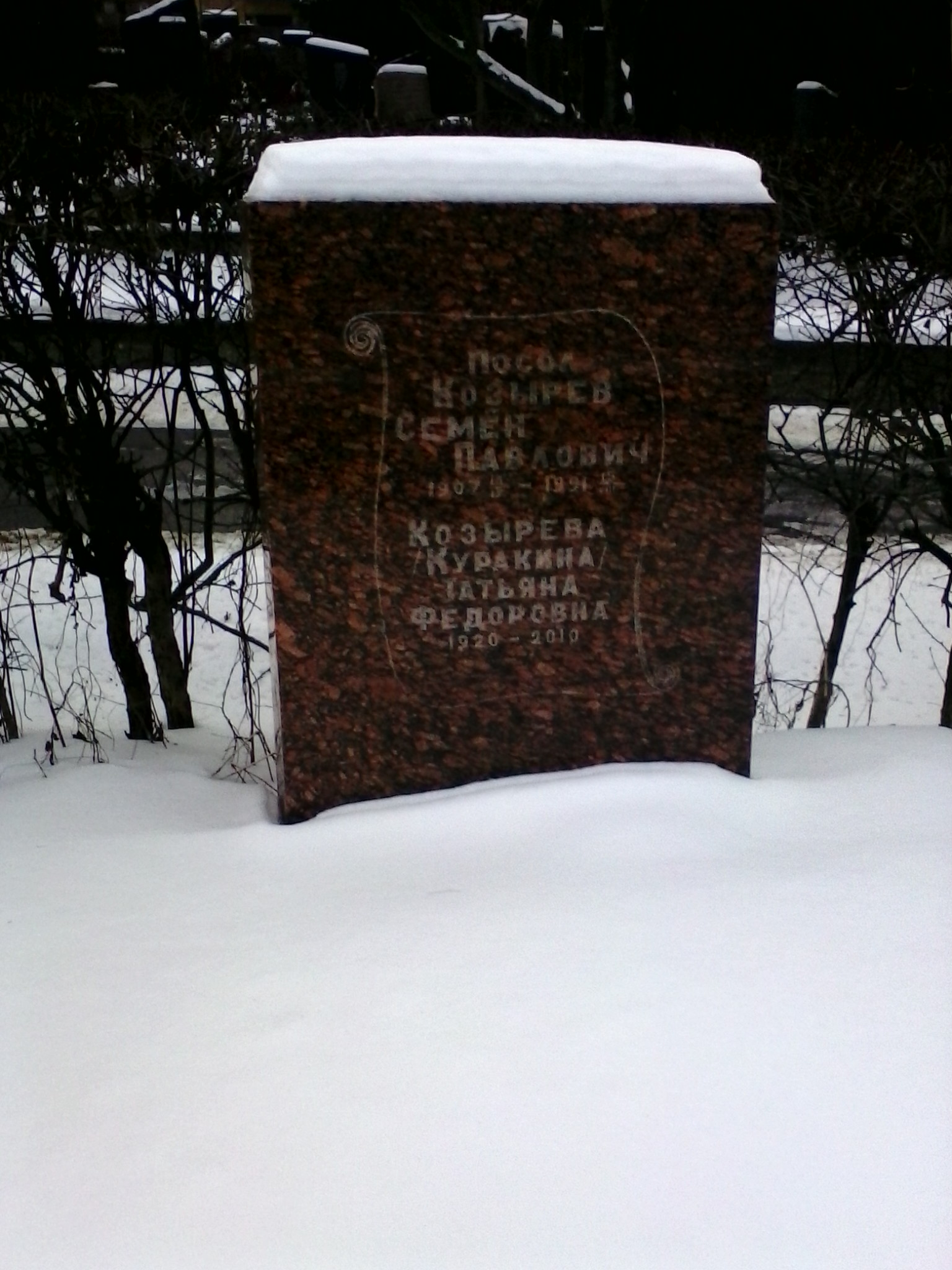
Могила Козырева на Троекуровском кладбище Москвы.

Член ВКП(б). Окончил Московский юридический институт в 1938 году. На дипломатической работе с 1939 года.
- В 1939 году — помощник генерального секретаря НКИД СССР.
- В 1939—1943 годах — старший помощник народного комиссара иностранных дел СССР.
- В 1943 году — генеральный секретарь НКИД СССР, член Коллегии НКИД СССР.
- В 1943 году — советник посольства СССР при Союзных правительствах в Лондоне.
- В 1943—1944 годах — советник полпредства СССР при Французском комитете национального освобождения в Алжире.
- В 1944—1945 годах — советник посольства СССР во Франции.
- В 1945—1949 годах — заведующий I Европейским отделом НКИД (с 1946 — МИД) СССР.
- С 7 февраля 1950 по 12 октября 1953 года — чрезвычайный и полномочный посланник СССР в Египте[1].
- В 1953—1955 годах — начальник Управления кадров МИД СССР.
- В 1953—1957 годах — член Коллегии МИД СССР.
- С 2 марта 1957 по 21 мая 1966 года — чрезвычайный и полномочный посол СССР в Италии[2].
- В 1966—1983 годах — заместитель министра иностранных дел СССР.

Участник Потсдамской конференции (1945), Парижской мирной конференции (1946), 3-й Конференции ООН по морскому праву (1975—1982), 2-й Конференции ООН по исследованию и использованию космического пространства в мирных целях.

У [Молотова] секретарём работал Семен Павлович Козырев (потом он был послом во многих странах и членом коллегии МИДа). Как мне рассказывал сам Козырев, ему позвонил французский посол и попросил о срочной встрече с Молотовым. Вячеслава Михайловича [Молотова] не было в кабинете, и Козырев сам назначил послу время приёма. А Молотову доложить об этом забыл. Вспомнил он об этом только когда Молотов уехал со Сталиным в Большой театр. Звонит туда. Просит позвать к телефону Молотова. А охрана отвечает: «Ты что, спятил? Действие началось. Товарищ Сталин с нас всех головы поснимает». Он за своё: зовите, дело государственной важности. Молотов подошёл. Козырев говорит: «Вячеслав Михайлович, хоть казните, но через двадцать минут сюда приедет французский посол». Молотов чертыхнулся, но приехал на встречу с послом. А Козырев получил хорошую взбучку. Но работник он был толковый, поэтому остался на своём месте.— из воспоминаний Михаила Смиртюкова, помощника заместителя председателя Совнаркома СССР
Семья. На его дочери Екатерине в 1972 году женился будущий министр иностранных дел России Игорь Иванов.

## Награды
- орден Ленина (31 декабря 1966)
- орден Октябрьской Революции (22 октября 1971)
- орден Отечественной войны 2-й степени (5 ноября 1945)
- 4 ордена Трудового Красного Знамени (20 апреля 1944; 2 мая 1949; 17 апреля 1957; 14 апреля 1977)
- орден Дружбы народов (4 апреля 1987)
- орден «Знак Почёта» (30 октября 1954)
- медали